# Halálozások 1943-ban
Ez a szócikk az 1943-as évben elhunyt nevezetes személyeket sorolja fel.

## December
| Dátum        | Név            | Foglalkozás / tisztség                                | Kor | Forrás |
| ------------ | -------------- | ----------------------------------------------------- | --- | ------ |
| december 25. | Durigo Ilona   | énekművész                                            | 062 |        |
| december 25. | Lukachich Géza | báró, császári és királyi altábornagy, katona szakíró | 078 |        |
| december 22. | Beatrix Potter | angol író, illusztrátor, természettudós               | 077 |        |
| december 15. | Fats Waller    | amerikai dzsessz-zongorista, dalszerző, énekes        | 039 |        |

## November
| Dátum | Név | Foglalkozás / tisztség | Kor | Forrás |
| ----- | --- | ---------------------- | --- | ------ |

## Október
| Dátum       | Név          | Foglalkozás / tisztség                                  | Kor | Forrás |
| ----------- | ------------ | ------------------------------------------------------- | --- | ------ |
| október 26. | Reinitz Béla | zeneszerző, zenekritikus                                | 064 |        |
| október 26. | Stein Aurél  | régész, orientalista, nyelvész, az MTA tiszteleti tagja | 080 |        |

## Szeptember
| Dátum | Név | Foglalkozás / tisztség | Kor | Forrás |
| ----- | --- | ---------------------- | --- | ------ |

## Augusztus
| Dátum         | Név         | Foglalkozás / tisztség | Kor | Forrás |
| ------------- | ----------- | ---------------------- | --- | ------ |
| augusztus 28. | III. Borisz | bolgár cár (1918–1943) | 049 |        |

## Július
| Dátum | Név | Foglalkozás / tisztség | Kor | Forrás |
| ----- | --- | ---------------------- | --- | ------ |

## Június
| Dátum      | Név              | Foglalkozás / tisztség                                        | Kor | Forrás |
| ---------- | ---------------- | ------------------------------------------------------------- | --- | ------ |
| június 26. | Karl Landsteiner | Nobel-díjas osztrák orvos, fiziológus, immunológus, patológus | 075 |        |

## Május
| Dátum     | Név                 | Foglalkozás / tisztség                                        | Kor | Forrás |
| --------- | ------------------- | ------------------------------------------------------------- | --- | ------ |
| május 14. | Henri La Fontaine   | Nobel-békedíjas belga jogász, a Nemzetközi Békeiroda vezetője | 089 |        |
| május 8.  | Mordecai Anielewicz | lengyel zsidó ellenálló, a Varsói gettófelkelés vezetője      | 024 |        |

## Április
| Dátum       | Név                 | Foglalkozás / tisztség                                              | Kor | Forrás |
| ----------- | ------------------- | ------------------------------------------------------------------- | --- | ------ |
| április 18. | Jamamoto Iszoroku   | japán tengernagy, a második világháborús japán flotta főparancsnoka | 059 |        |
| április 14. | Jakov Dzsugasvili   | szovjet katona, Sztálin fia                                         | 036 |        |
| április 7.  | Alexandre Millerand | francia jogász, miniszterelnök (1920), elnök (1920–1924)            | 084 |        |

## Március
| Dátum       | Név                | Foglalkozás / tisztség                     | Kor | Forrás |
| ----------- | ------------------ | ------------------------------------------ | --- | ------ |
| március 28. | Sergey Rachmaninov | orosz zeneszerző, zongoraművész, karmester | 069 |        |

## Február
| Dátum       | Név           | Foglalkozás / tisztség                                                      | Kor | Forrás |
| ----------- | ------------- | --------------------------------------------------------------------------- | --- | ------ |
| február 26. | Theodor Eicke | német katonatiszt, hadosztályparancsnok, a koncentrációs táborok szervezője | 050 |        |

## Január
| Dátum      | Név                      | Foglalkozás / tisztség                                                     | Kor | Forrás |
| ---------- | ------------------------ | -------------------------------------------------------------------------- | --- | ------ |
| január 20. | Petschauer Attila        | kétszeres olimpiai bajnok kardvívó, újságíró                               | 038 |        |
| január 7.  | Nikola Tesla             | szerb-amerikai fizikus, feltaláló, villamosmérnök, gépészmérnök, filozófus | 086 |        |
| január 5.  | George Washington Carver | amerikai botanikus, agrárszakember, feltaláló                              | ~81 |        |
| január 1.  | Rejtő Jenő               | író, kabaré- és színpadi szerző, filmíró                                   | 037 |        |